# Psychrolutes macrocephalus
Psychrolutes macrocephalus är en fiskart som först beskrevs av Gilchrist, 1904.  Psychrolutes macrocephalus ingår i släktet Psychrolutes och familjen paddulkar. Inga underarter finns listade i Catalogue of Life.